# Warren Bondo
Warren Pierre Bondo (Évry, 15 september 2003) is een Frans voetballer die bij voorkeur als centrale middenvelder speelt. Hij tekende in 2025 voor AC Milan.

## Clubcarrière
AC Monza haalde Bondo in 2022 weg bij AS Nancy en leende hem in 2023 uit aan Reggina 1914. Op 18 februari 2024 scoorde hij zijn eerste doelpunt in de Serie A tegen AC Milan. Op 3 februari 2025 betaalde Milan tien miljoen euro voor de middenvelder, die een contract tot 2029 tekende.